# Sacred Love
A Sacred Love című album Sting brit énekes hetedik stúdióalbuma, amely 2003. szeptember 30-án jelent meg. Az album érdekes kísérlet volt, mert közreműködik rajta Mary J. Blidge hiphopénekes és a szitárművész Anoushka Shankar is.
Néhány felvétel, mint például az Inside és a Dead Man's Rope is jó fogadtatásban részesült. Sting új hangzással kísérletezett: a This War erősen rockos hangzásó dal lett.
Sting átdolgozta William Blake négysorosát, az Auguries of Innocence-t a Send Your Love című dal első 4 sorában.
A Whenever I Say Your Name című Mary J. Blidge-vel közösen előadott dal Grammy-díjat nyert 2004-ben a Legjobb Pop Duett kategóriában.

## Dalok listája
| #   | Cím                                                    | Szövegíró             | Producer      | Hossz |
| --- | ------------------------------------------------------ | --------------------- | ------------- | ----- |
| 1.  | Inside                                                 | Sting                 | Kipper, Sting | 4:46  |
| 2.  | Send Your Love (közreműködik: Vincente Amigo)          | Sting                 | Kiper, Sting  | 4:38  |
| 3.  | Whenever I Say Your Name (közreműködik: Mary J. Blige) | Sting                 | Kipper, Sting | 5:25  |
| 4.  | Dead Man’s Rope                                        | Sting                 | Kipper, Sting | 5:43  |
| 5.  | Never Coming Home                                      | Sting                 | Kipper, Sting | 4:58  |
| 6.  | Stolen Car (Take Me Dancing)                           | Sting                 | Kipper, Sting | 3:56  |
| 7.  | Forget About The Future                                | Sting                 | Kipper, Sting | 5:12  |
| 8.  | This War                                               | Sting                 | Kipper, Sting | 5:29  |
| 9.  | The Book of My Life (közreműködik: Anoushka Shankar)   | Sting                 | Kipper, Sting | 6:15  |
| 10. | Sacred Love                                            | Sting                 | Kipper, Sting | 5:43  |
| 11. | Send Your Love (Dave Audé Remix)                       | Sting                 | Kipper, Sting | 3:15  |
| 12. | Shape of My Heart (élő)                                | Sting, Dominic Miller | Kipper, Sting | 2:18  |

## Különböző kiadványok
Az albumnak több kiadása is van. Néhány, mint például a japán kiadás például extra dalokat és remixeket is tartalmaz. Bár Sting hivatalos weboldalán található Send Your Love című remix és a Shape of My Heart élő verziója. Ezek nem találhatóak meg minden kiadáson.
Kiadástól függően az alábbi bónusz dalok lehetnek az egyes kiadványokon:
- Send Your Love Dave Audé remix - 3:15
- Shape of My Heart (élő) - 2:18
- Like a Beautiful Smile
- Moon Over Bourbon Street (Cornelius Mix)

| Ország         | Megjelenés éve | Típus                               | Kiadó       | Katalógusszám   |
| -------------- | -------------- | ----------------------------------- | ----------- | --------------- |
| Tajvan         | 2004           | 2 CD/DVD                            | Universal   | 986281-0        |
| Dél-Korea      | 2004           | 2CD/DVD                             | A&M Records | DA8870/986281-0 |
| Mexikó         | 2003           | 2CD/DVD                             | A&M Records | 9860534         |
| Nagy-Britannia | 2003           | 2CD/DVD promo                       | A&M Records | STNGDVDSMP1     |
| Nagy-Britannia | 2003           | CD                                  | Universal   | 9860535         |
| Japán          | 2003           | CD                                  | A&M Records | UICA-1015       |
| USA            | 2003           | CD long box                         | A&M Records | B0001141-02     |
| Nagy-Britannia | 2003           | DVD                                 | Universal   | 9860821         |
| Nagy-Britannia | 2003           | szuper audió CD                     | Universal   | 9860619         |
| Japán          | 2003           | szuper audió CD                     | A&M Records | UICA-7001       |
| USA            | 2004           | DVD-audió disc                      | A&M Records | B0001934-19     |
| USA            | 2003           | Inside: The Songs of Sacred Love CD | A&M Records | B0001154-09     |
| Európa         | 2004           | CD/DVD limitált kiadás              | A&M Records | 0602498623503   |
| Japán          | 2004           | CD                                  | Universal   | UICA-1021       |
| Tajvan         | 2003           | CD + diszkográfia                   | Universal   | 986053-4        |
| Kolumbia       | 2003           | CD                                  |             | 602498605349    |
| Nagy-Britannia | 2004           | 2CD/DVD set                         | Universal   | 9862444         |
| Korea          | 2004           | CD kislemez-promo                   | A&M Records | DO0899          |
| Japán          | 2003           | CD                                  |             | UICA-1015       |

## Közreműködők
- Sting: vokál, basszusgitár, gitár, billentyűs hangszerek, török klarinét
- Kipper: billentyűs hangszerek, programozás, vokál
- Dominic Miller: gitár
- Jason Rebello: zongora, Rhodes
- Manu Katché: dobok
- Vinnie Colaiula: dobok
- Mary J. Blige: vezető vokál a Whenever I Say Your Name című dalban
- Vicente Amigo: flamenco gitár (Send Your Love című dal)
- Anoushka Shankar: szitár (The Book of My Life)
- Rhani Krija: ütős hangszerek
- Jeff Young: Hammond orgona (Malibu Sound)
- Chris Botti: trombita
- Chirk Gayton: harsona
- Christian McBride: nagybőgő
- Dave Hartley: zongora és a kórus karmestere
- Joy Rose: háttérvokál
- Lance Ellington: háttérvokál
- Donna Cardier: háttérvokál
- Katreese Barnes: háttérvokál
- Ada Dyer: háttérvokál
- Aref Durvesh: tabla
- Jacqueline Thomas: cselló
- Levon Minassian: Darduk
- Valerie Denys: kasztanyetta
- Bahija Rhapl: nemzetiségi vokál
- A Radio France kórusa: vokál (társkarmester: Philip White)
- Rilly Francis: turnémenedzser és logisztika
- Tom Fairgrieve: produkció-menedzser

## Helyezések
| Év   | Slágerlista                    | Helyezés |
| ---- | ------------------------------ | -------- |
| 2003 | Egyesült Királyság album lista | 3        |
| 2003 | Kanadai album lista            | 3        |
| 2004 | Billboard 200                  | 3        |
| 2004 | Billboard Top Internet Albumok | 42       |

## Külső hivatkozások
- http://www.sting.com
- https://web.archive.org/web/20080611144725/http://www.sting.hu/modules.php?name=topMusic